# Сіроштан Микола Антонович
Микола Антонович Сіроштан (14 вересня 1923, село Андріївка, тепер Полтавського району Полтавської області — 2014, місто Харків) — радянський партійний діяч, секретар Харківського обласного комітету КПУ, ректор Харківського інженерно-економічного інституту. Кандидат економічних наук, професор.

## Життєпис
Народився в селянській родині. У 1941 році закінчив Зачепилівську середню школу Полтавської області.
З серпня 1941 по липень 1946 року — в Червоній армії, учасник німецько-радянської війни. У 1941 році вступив до Сумського артилерійського училища, закінчив Краснодарське артилерійське мінометне училище. Служив у 246-му гаубичному артилерійському полку 40-ї армії, був начальником розвідки 1-го дивізіону 687-го артилерійського полку 328-ї стрілецької дивізії 10-го стрілецького корпусу. Воював на Південно-Західному, Північно-Кавказькому фронтах. Був поранений, інвалід війни ІІ групи.
Член ВКП(б) з 1943 року.
Після демобілізації закінчив Вищу партійну школу при ЦК ВКП(б). Викладав політекономію в медичному, сільськогосподарському, гірничому інститутах міста Харкова.
У 1950-х — 1960-х роках — завідувач відділу пропаганди і агітації Дзержинського районного комітету КП(б)У міста Харкова; секретар Сахновщинського районного комітету КПУ Харківської області.
8 січня 1963 — 14 грудня 1964 року — секретар Харківського сільського обласного комітету КПУ з ідеології.
У грудні 1964 — січні 1970 року — завідувач відділу науки, вузів і шкіл Харківського обласного комітету КПУ.
У січні 1970 — 1978 року — секретар Харківського обласного комітету КПУ з ідеології.
У 1978—1999 роках — ректор та завідувач кафедри економічної теорії Харківського інженерно-економічного інституту (Харківського державного економічного інституту). Президент Всеукраїнської асоціації викладачів економіки.
Потім — на пенсії в місті Харкові.

## Боротьба з українською культурою
На посаді секретаря обкому з ідеології проявив себе як послідовний «інтернаціоналіст» (русифікатор).
За відомостями літератора Василя Сокола, Микола Сіроштан погрозами письменницькій спільноті домігся обрання головою Харківської організації СРПУ маловідомого російського письменника Володимира Петрова, професійного військового. Також Сіроштан завадив широкій публікації некролога поета Івана Виргана, обмеживши його друком у газеті «Вечірній Харків», і заборонив підписувати некролог іменем Спілки.
Микола Сіроштан втручався мало не в усі мистецькі проекти регіону. Зокрема саме він забракував оформлення станції метро «Левада». Позбувшись рослинного орнаменту та українського колориту, станція змінила назву на «Проспект Гагаріна».

## Науковий доробок
- Економічний словник-довідник XXI століття / М. А. Сіроштан, Г. М. Григорян, Л. М. Седова. Xарків, 1999.
- Економіка в запитаннях і відповідях / М. А. Сіроштан, Л. О. Українська, Н. І. Бережна. Xарків, 2000.
- Погляди економіста на події минулі, сучасні і майбутні. Xарків, 2000.
- Про деякі важливі проблеми XXI століття. Глобалізація і антиглобалізація: навчальний посібник. Xарків, 2002.

## Нагороди
- орден «За заслуги» III ступеня (2006)[2]
- орден Червоного Прапора
- орден Вітчизняної війни І ст. (6.04.1985)
- орден Червоної Зірки (24.05.1943)
- орден Богдана Хмельницького III ст. (Україна)
- три ордени Трудового Червоного Прапора
- орден «Знак Пошани»
- медаль «За перемогу над Німеччиною у Великій Вітчизняній війні 1941—1945 рр.» (1945)
- медалі
- Почесна грамота Президії Верховної Ради Української РСР (13.09.1973)
- Заслужений працівник вищої школи України